# Tiny Feather
Elwin Elton “Tiny” Feather (* 23. Februar 1902 in Culver, Kansas; † 15. Juli 1965 in Goodland, Kansas) war ein US-amerikanischer American-Football-Spieler. Er spielte in der National Football League (NFL) bei den Cleveland Bulldogs, den Detroit Wolverines, den New York Giants, den Staten Island Stapletons und den Cincinnati Reds.

## Spielerlaufbahn
Tiny Feather wurde im Jahr 1902 als Sohn von John Frank Feather and Alice Lousie Chapin geboren. Er studierte von 1924 bis 1926 an der Kansas State University und spielte für deren Footballmannschaft, den „Kansas State Wildcats“, als Runningback und Blockingback. Aufgrund seiner sportlichen Leistungen wurde er von seinem College in allen drei Studienjahren ausgezeichnet.
Im Jahr 1927 wurde Feather Profispieler bei den Cleveland Bulldogs. Nach seinem Rookiespieljahr bei der nur ein Jahr existierenden Mannschaft aus Cleveland wechselte Feather zu den Detroit Wolverines. Feather erzielte für das Team aus Detroit in der Saison 1928 den Mannschaftsbestwert von sieben Touchdowns. Auch die Wolverines stellten nach einem Jahr den Spielbetrieb ein. Zusammen mit seinem Mannschaftskameraden Benny Friedman wechselte er 1929 zu den New York Giants. Die Mannschaft wurde in den Jahren 1929 und 1930 NFL-Vizemeister.
Nach zwei Spieljahren in New York City schloss sich Feather den Staten Island Stapletons an, kehrte aber zum Ende der Saison 1931 zu den Giants zurück. 1932 hatte Steve Owen das Traineramt bei den Giants übernommen. Er führte die Mannschaft von Feather im Jahr 1933 in das NFL-Endspiel gegen die Chicago Bears. Das von George Halas trainierte Team aus Chicago setzte sich knapp mit 23:21 durch. Nach einem letzten Spieljahr bei den Cincinnati Reds beendete Feather 1934 seine Laufbahn. Elwin Feather erlitt im Jahr 1965 einen Herzinfarkt, an dem er letztendlich verstarb.